# Glück Ábrahám
Glück Ábrahám Jicchok (Hajduvértes, 1826 – Tolcsva, 1909. április 23.) tolcsvai rabbi, egyházi író.

## Élete
Tanulmányainak elvégzése után földműveléssel foglalkozott. Tönkremenvén elfoglalta a tolcsvai rabbiállást 1859-ben. Nagy talmudi tudása folytán az egész környéken nagy tiszteletnek és tekintélynek örvendett. Tolcsvai állását 50 esztendeig töltötte be.

## Megjelent munkái
- Beér Jicchok talmudi glosszák;
- Jad Jicchok responsumok (3 kötet).
- Benet Mordechai responsumait ő rendezte sajtó alá.
- ezen kívül 20 kötetre terjedő kézirat maradt utána.